# Clive Phillipps-Wolley
Clive Phillipps-Wolley, del seu nom vertader Edward Clive Oldnall Long Phillipps (Wimborne, 3 d'abril de 1853 - 8 de juliol de 1918) va ser un escriptor anglès que es feu famós per les seves descripcions de pobles del Caucas.

## Biografia
Edward Clive Oldnall Long Phillipps va nàixer el 1853 al si d'una família modesta, el seu pare era un mestre d'escola pública de poble. Tot i això, la seva família tenia certs vincles amb Lord Robert Clive, que fou fet cavaller per mor dels seus èxits militars i administratius quan els britànics decidiren d'apoderar-se del Bengala durant el segle xviii.
Clive feu estudis de dret. La seva afició de caçador i les seves narracions li van fer guanyar l'estima del president estatunidenc Theodore Roosevelt. Va visitar diverses regions del Caucas, com ara Svanètia, que descrigué en dos llibres publicats durant els anys 1880 (Sport In The Crimea And Caucasus i Savage Svanetia)
Es va casar amb Janie Fenwick quan aquesta només tenia 16 anys i tingueren quatre fills: Maude, Margaret, Clive Jr. i Judith.
Després de diverses visites al Canadà, va decidir d'instal·lar-se a Victoria (Colúmbia Britànica) el 1890.
El seu fill Clive Jr. va morir el 1914 quan començà la Primera Guerra Mundial a bord de l'H.M.S. Hogue que va sotsobrar, només uns quants dies després que Anglaterra va declarar la guerra a Alemanya. El 1915, arran de la seva feina amb la Navy League i el seu patriotisme, fou ennoblit i esdevingué doncs Sir Clive Phillipps-Wolley. El 1917 publicà Songs from a Young Man's Land, una obra poètica dedicada al seu fill difunt.
Clive Phillipps-Wolley va morir quan tenia 65 anys a conseqüència d'una hemorràgia cerebral, el 8 de juliol de 1918. Va ser enterrat al cementeri de l'església anglicana de Sant Pere a Duncan.

## Obres

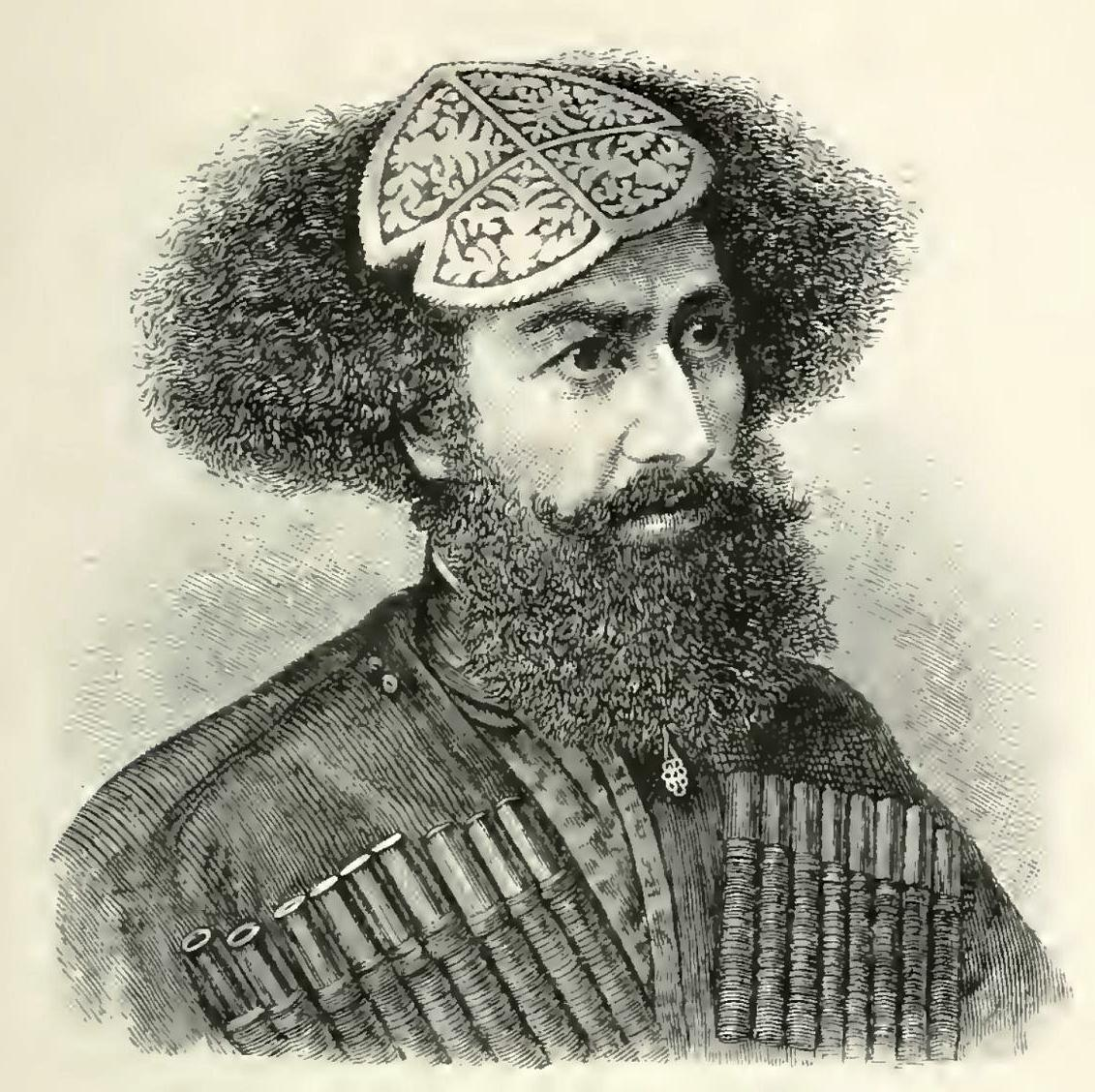
Retrat d'un home svan a Savage Svanetia

### Narracions
- Sport In The Crimea And Caucasus (1881)
- Savage Svanetia (1883)
- The Trottings Of A Tenderfoot: A Visit To The Columbian Fiords And Spitzbergen (1884)
- My Soldier's Keeper (1888)
- A Sportsman's Eden (1888)
- Gold, Gold In Cariboo! A Story Of Adventure In British Columbia (1894)
- One Of The Broken Brigade (1897)
- The Chicamon stone (1900)
- The remittance man (1900)

### Poesia
- Songs Of An English Esau (1902)
- Songs From A Young Man's Land (1917)